# بيدرو فلوريس (مخترع)
بيدرو فلوريس (بالإنجليزية: Pedro Flores)‏ هو مخترع أمريكي، ولد في 26 أبريل 1896 في Vintar ‏ في الفلبين، وتوفي في 1964 في الولايات المتحدة. كان له الفضل في الترويج لليويو في الولايات المتحدة. منح براءة اختراع لليويو التي استخدمت حلقة بدلاً من عقدة حول المحور مما يسمح بحيل جديدة.

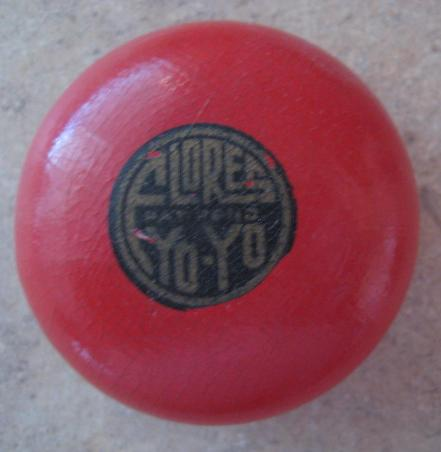
يويو فلوريس